# آدمک (نمایشی)

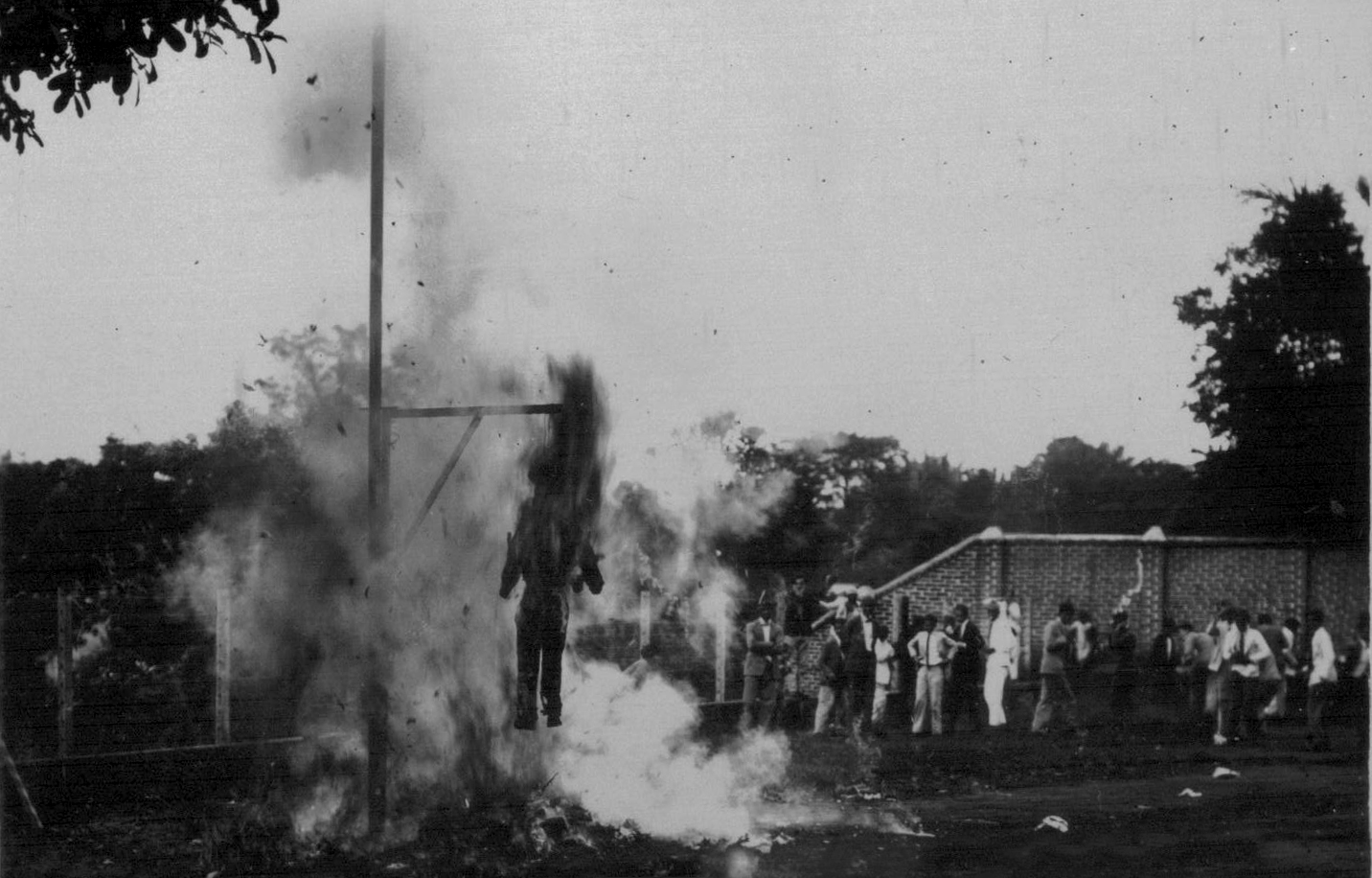
سوزاندن یهودا اسخریوطی، برزیل، ۱۹۰۹

یک آدمک (به انگلیسی: Effigy) اغلب نمایش مجسمه‌ای در اندازه واقعی از یک شخص خاص یا یک پیکره اولیه است. این اصطلاح بیشتر برای آدمک‌های موقتی استفاده می‌شود که برای مجازات نمادین در اعتراض‌های سیاسی و برای چهره‌هایی که در سنت‌های خاصی در حوالی سال نو، کارناوال و عید پاک سوزانده می‌شوند، استفاده می‌شود. در فرهنگ‌های اروپایی، مجسمه‌ها در گذشته برای مجازات در عدالت رسمی، زمانی که مرتکب را نمی‌توان دستگیر کرد، و در شیوه‌های عدالت عمومی شرمساری و طرد اجتماعی استفاده می‌شد. علاوه بر این، «آدمک» برای برخی از شکل‌های سنتی مجسمه‌سازی، یعنی مجسمه‌های مقبره، مجسمه‌های تشییع جنازه و مجسمه‌های سکه‌ای استفاده می‌شود.

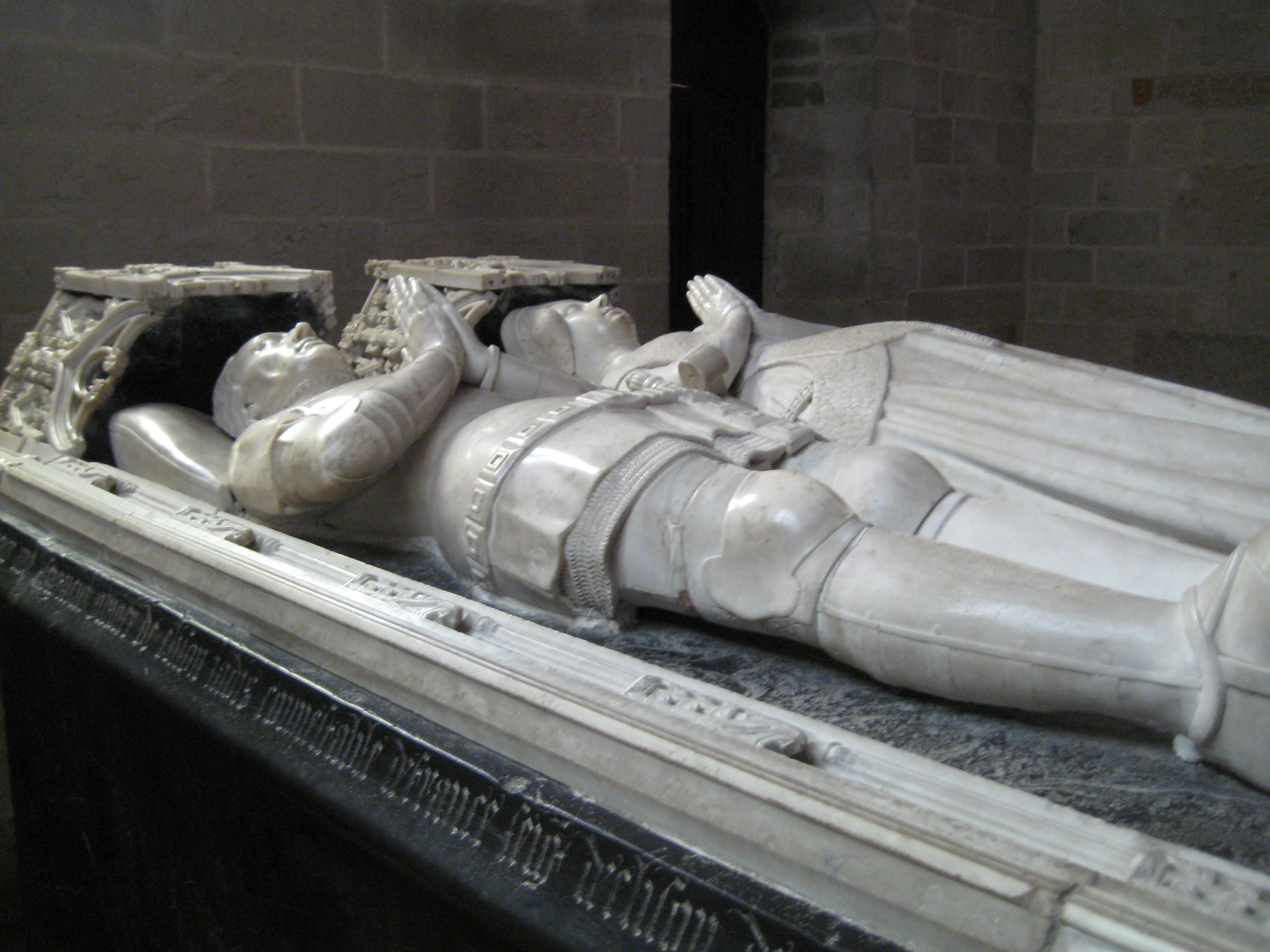
آدمک‌های دومقبره یا gisants, Josselin, Brittany, France; قرن ۱۵